# Aristolochia rigida
Aristolochia rigida Duch. – gatunek rośliny z rodziny kokornakowatych (Aristolochiaceae Juss.). Występuje naturalnie w Etiopii, Somalii, Dżibuti oraz Jemenie.

## Morfologia
PokrójBylina płożąca. Dorasta do 1 m wysokości. Wytwarza liczne kłącza.
LiścieMają liniowo lancetowaty kształt. Mają 1–10 cm długości oraz 0,3–0,7 cm szerokości. Z ostrym wierzchołkiem. Są siedzące.
KwiatyPojedyncze, siedzące. Mają brązowo-purpurową barwę i 30–65 mm długości. Mają kulisty kształt.
OwoceTorebki o elipsoidalnie cylindrycznym kształcie. Mają 3–5 cm długości i 1,5–3 cm szerokości.

## Biologia i ekologia
Rośnie w zaroślach, na terenach skalistych oraz wydmach. Występuje na wysokości do 500 m n.p.m.